# Donald Churchill
Donald Churchill (* 6. November 1930 in Southall, London; † 29. Oktober 1991 in Fuengirola, Spanien) war ein britischer Schauspieler und Drehbuchautor. Über einen Zeitraum von 35 Jahren wirkte er in mehr als 80 Film- und Fernsehproduktionen mit und schrieb mehrere Fernsehdrehbücher. 

## Leben
Donald Churchill wurde ab Mitte der 1950er Jahre als Schauspieler, überwiegend fürs Fernsehen, tätig. Ab 1962 wurde er auch als Drehbuchautor aktiv. So spielte er in den Filmen Der Teufelskreis (1961) und Spaceflight IC-1 (1965) mit, als „Staatsanwalt“ in Der große Eisenbahnraub und als „Dr. Watson“ in Der Hund von Baskerville.
Donald Churchill war seit 1960 mit der Schauspielerin Pauline Yates (1929–2015) verheiratet, mit der er zwei Töchter, Jemma und Polly, hat. Er starb in Spanien an einem Herzinfarkt, nachdem er seine letzte Folge von El C.I.D. für Granada Television gedreht hatte, in der er den jähzornigen Hafenmeister Metcalf spielte.

## Filmografie (Auswahl)
Als Schauspieler
- 1957: Kapitän Seekrank (Barnacle Bill)
- 1959: Der Luxus Käpt'n (The Captain's Table)
- 1961: Der Teufelskreis (Victim)
- 1965: Spaceflight IC-1
- 1978: Tom und die Themse (Sam and the River; Fernsehserie, 6 Folgen)
- 1979: Der große Eisenbahnraub (The First Great Train Robbery)
- 1979: Charlie Muffin
- 1980–1982: Spooner’s Patch (Fernsehserie, 13 Folgen)
- 1983: Der Hund von Baskerville (The Hound of the Baskervilles; Fernsehfilm)
- 1983: Goodnight and Good Bless (Fernsehserie, 6 Folgen)
- 1986: Jim Bergerac ermittelt (Fernsehserie, 1 Folge)
- 1988: Sherlock Holmes (Fernsehserie, Folge Wisteria Lodge)
- 1990–1992: El C.I.D. (Fernsehserie, 15 Folgen)

Als Drehbuchautor
- 1962–1972: Armchair Theatre (Fernsehserie, 14 Folgen)
- 1967: Zwei Profile zuviel (The Spare Tyres; Kurzfilm)
- 1971: Zeppelin (Zeppelin)
- 1974–1975: Moody and Pegg (Fernsehserie, 12 Folgen)
- 1983: Goodnight and Good Bless (Fernsehserie, 6 Folgen)